# Raymond Havemeyer
Raymond Havemeyer (Orange, 23 giugno 1884 – New York, 21 febbraio 1925) è stato un golfista statunitense.

## Carriera
Havemeyer partecipò al torneo individuale ai Giochi olimpici di Saint Louis 1904, in cui fu sconfitto ai sedicesimi di finale da Robert Hunter.
Era fratello del golfista Arthur Havemeyer, partecipante alla stessa Olimpiade.